# Благой Десковски
Благой Десковски, поякога срещан и като Дисковски, е български общественик и просветен деец от късното Българско възраждане в Македония, един от най-авторитетните български учители в солунските български училища.

## Биография
Роден е в кичевското село Цер, тогава в Османската империя. В 1891 - 1892 година е управител на Българското духовно училище в Цариград, като същевременно преподава и в четирикласното българско училище във Фенер.
След това дълги години работи като български учител в Солун. Управител е на Българското начално училище в града. В учебните 1893 - 1894 и 1896 - 1897 година преподава в Солунската българска мъжка гимназия. Десковски е сред дейците Българското тайно революционно братство в града. От 1901 до 1904 и след това от 1909 до 1910 година преподава в Солунската българска девическа гимназия, като в 1901 – 1903 година е директор на училището.
След войните, през 20-те години на XX век преподава вероучение и български език в III Софийска мъжка гимназия. Ученикът му от гимназията Петър Динеков в спомените си пише за него:
| „ | Имахме по български език и вероучение един стар учител, Благой Десковски, висок, с бяла брада, в истинския смисъл на думата почтен и благороден; всички, учители, ученици и родители, го уважаваха. | “ |

В 1921 година, като представител от миряните на Охридска епархия, Десковски е член на Втория църковно-народен събор, заседавал под председателството на Неофит Видински между 6 и 28 февруари и отново от 11 май до 15 август.